# ناصر الفرج
ناصر علي فرج الحجيري، لاعب كرة قدم كويتي، من مواليد 24 سبتمبر 1990، يلعب الآن مع نادي كاظمة كلاعب هجوم، شارك في كأس الأمير 52 مع نادي العربي.